# Pratt & Whitney Rocketdyne
Pratt & Whitney Rocketdyne (PWR) була американською компанією, яка розробляла і виробляла ракетні двигуни, що використовують рідке паливо. Це був підрозділ Pratt & Whitney, дочірньої компанії United Technologies Corporation. Її штаб-квартира була в Канога Парк, Лос-Анджелес, Каліфорнія. У 2013 році компанія була продана GenCorp, ставши частиною Aerojet Rocketdyne.

## Історія
Компанія Pratt & Whitney Rocketdyne була створена в 2005 році, коли Pratt & Whitney Space Propulsion і Boeing Rocketdyne Propulsion &amp; Power були злиті після придбання останньої у Boeing корпорацією United Technologies. Компанія Boeing зберегла за собою територію польової лабораторії Rocketdyne Santa Susana площею 2800 акрів над парком Канога, тоді як більшість інженерних робіт і проектування продовжували виконуватися на об’єкті Pratt & Whitney Space Propulsion, розташованому на шосе Білайн біля Вест-Палм-Біч, штат Флорида.

## Продукти
Pratt & Whitney Rocketdyne

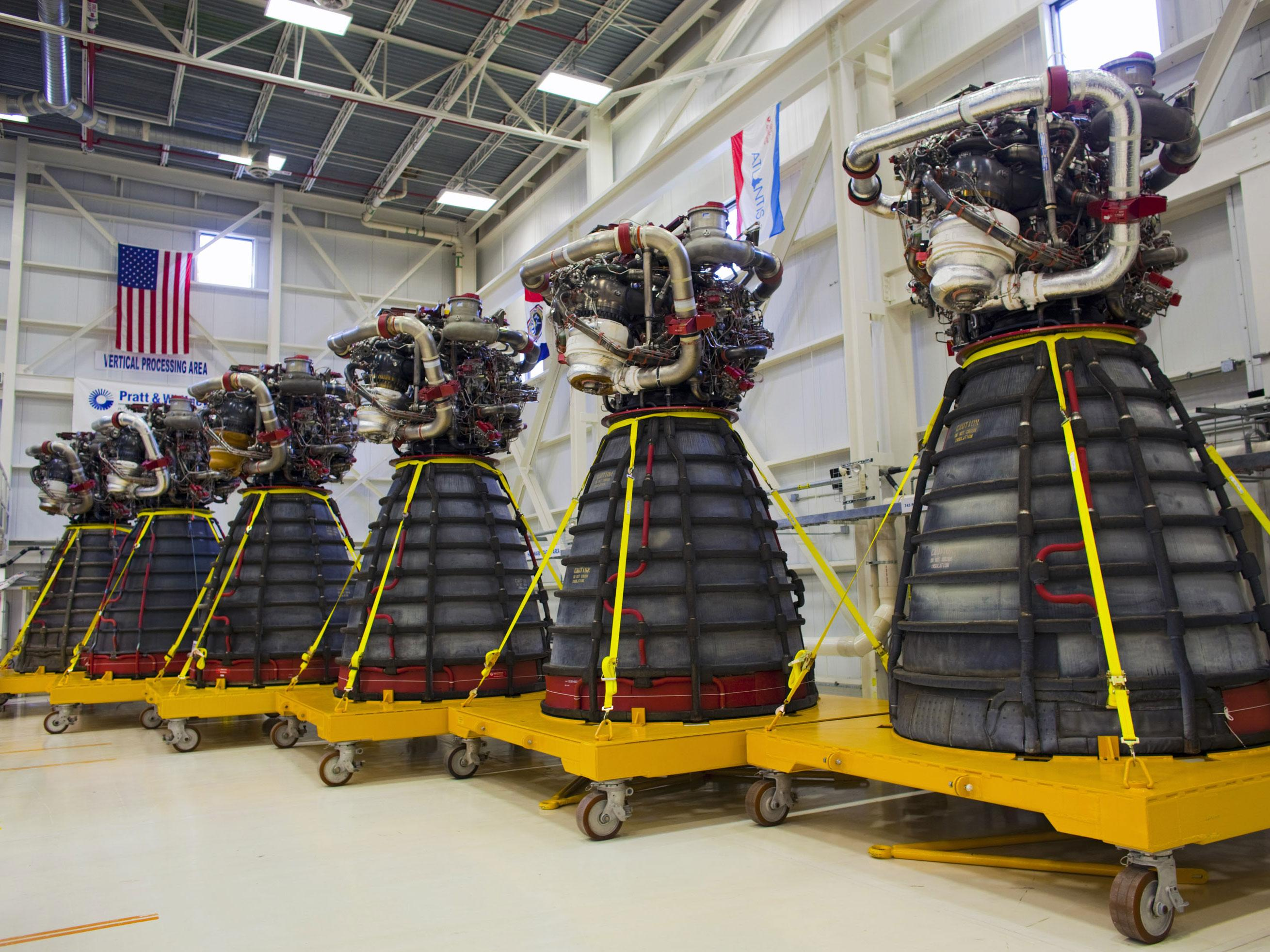
Головні двигуни космічного човника RS-25

- RL10 (LH2 / LOX) Історична пам’ятка Американського товариства інженерів-механіків (ASME), розроблена Pratt & Whitney. Використовується на Saturn I, верхній ступінь Delta IV, верхній ступінь Centaur для ракет Atlas V і Titan і на вертикальній посадці McDonnell Douglas DC-X "Delta Clipper". Він був призначений для роботи основним рушійним двигуном для посадкового модуля Альтаїр.
- RS-68 (LH2 / LOX) Двигун першого ступеня для Delta IV.
- Головний двигун космічного човника RS-25 (LH2 / LOX).
- SJ61 (JP-7 /заковтуване повітря) Дворежимний прямоточно - реактивний двигун на гіперзвуковому демонстраційному кораблі Boeing X-51.
- J-2X (LH2/LOX) Станом на 2013 рік у розробці для використання на етапі відходу від Землі для блоку II системи космічного запуску.